# 1992년 9월
| 1992년: 1월 · 2월 · 3월 · 4월 · 5월 · 6월 · 7월 · 8월 · 9월 · 10월 · 11월 · 12월 |

| <          | 1992년 9월 | 1992년 9월 | 1992년 9월 | 1992년 9월 | 1992년 9월 | >           |
| 일         | 월         | 화         | 수         | 목         | 금         | 토          |
|            |            | 1 8.5 경진 | 2 6 신사   | 3 7 임오   | 4 8 계미   | 5 9 갑신    |
| 6 10 을유  | 7 11 병술  | 8 12 정해  | 9 13 무자  | 10 14 기축 | 11 15 경인 | 12 16 신묘  |
| 13 17 임진 | 14 18 계사 | 15 19 갑오 | 16 20 을미 | 17 21 병신 | 18 22 정유 | 19 23 무술  |
| 20 24 기해 | 21 25 경자 | 22 26 신축 | 23 27 임인 | 24 28 계묘 | 25 29 갑진 | 26 9.1 을사 |
| 27 2 병오  | 28 3 정미  | 29 4 무신  | 30 5 기유  |            |            |             |

| 편집하기 |

## 1992년9월 23일
- 대한민국과 중화민국, 8월 24일 단교 이후 대사관 완전히 철수하다.

## 1992년9월 6일
- 대한민국, 조선민주주의인민공화국, 일본 여성 대표, 위안부 문제 공동대처 결의하다.

## 1992년9월 4일
- 대한민국의 현대미디어그룹에서 소속한 인쇄 기업인 현대인쇄주식회사를 설립하였다.